# Amina (película)
Amina es una película de drama psicológico nigeriana de 2012 escrita, producida y dirigida por Christian Ashaiku, protagonizada por Omotola Jalade Ekeinde, Van Vicker y Alison Carroll. Fue filmada en exteriores en Londres.

## Elenco
- Omotola Ekeinde como Amina
- Wil Johnson como el Dr. Johnson
- Van Vicker como Michael
- Vincent Regan
- Alison Carroll como Lucy
- Susan Mclean como enfermera

## Recepción
La película recibió críticas que iban generalmente de mixtas a negativas; muchas de las cuales estaban enfocadas en el elenco de la película. NollywoodForever le dio una calificación del 45% y también comentó negativamente sobre el elenco de Amina.